# 宇佐美
宇佐美（うさみ）は、静岡県伊東市の大字である。2011年12月末の人口は10,175人。郵便番号は414-0001。本項では1889年（明治22年）の町村制施行時に同区域に存在した宇佐美村についても記す。

## 地理
静岡県伊東市北部に位置する。東で相模灘に面し、南で湯川、西で伊豆の国市長者原、伊豆市上白岩、下白岩、冷川と隣接する。国道135号が相模灘沿いを通過する。伊東線宇佐美駅が所在する。宇佐美漁港が置かれ、漁業を産業とする。宇佐美温泉が湧出しており、観光地としても機能している。

### 山岳
- 巣雲山

### 峠
- 亀石峠

## 歴史
- 平安時代から鎌倉時代にかけて、宇佐美氏が本貫とした。
- 「旧高旧領取調帳」[2]の記載によると、明治初年時点で韮山代官所および旗本向井氏・水野氏・小笠原氏が管轄したほか、寺社除地（領主から年貢免除の特権を与えられた土地）が存在した。
- 1868年（慶応4年）6月29日 - 新政府が韮山代官所に韮山県を設置。韮山県の管轄となる。
- 1871年（明治4年）11月14日 - 第1次府県統合により全域が足柄県の管轄となる。
- 1876年（明治9年）4月18日 - 第2次府県統合により全域が静岡県の管轄となる。
- 1889年（明治22年）4月1日 - 町村制施行に伴い、近世からの宇佐美村が単独で自治体を形成し、賀茂郡宇佐美村が発足。
- 1896年（明治29年）4月1日 - 賀茂郡の一部・田方郡・君沢郡の区域をもって改めて田方郡が発足、所属郡が田方郡に変更。
- 1955年（昭和30年）4月1日 - 宇佐美村が伊東市に編入。現行の大字宇佐美となる。

## 交通

### 鉄道
- JR東日本伊東線 - 宇佐美駅が設置されている。

### バス
- 伊豆東海バス伊東事業所
  - 伊東駅 - 宇佐美港
  - 伊東駅 - 伊東マリンタウン - 宇佐美港

### 道路
- 国道135号
  - 宇佐美-網代バイパス
- 伊豆スカイライン
  - 亀石峠インターチェンジ（料金所は伊豆の国市長者原に所在）
- 静岡県道19号伊東大仁線（宇佐美大仁道路）
- 静岡県道108号宇佐美停車場線

## 施設
- 伊東市立宇佐美小学校
- 伊東市立宇佐美中学校
- 宇佐美郵便局
- 比波預天神社
- 熊野神社
- 春日神社
- 水神宮
- 行蓮寺
- 安立寺
- 円応寺
- 龍眼寺
- 宇佐美城址
- 伊東宇佐美テレビ中継局
- 中央区立宇佐美学園
- 宇佐美海水浴場
- 中村敬宇顕彰碑